# Н-образный двигатель

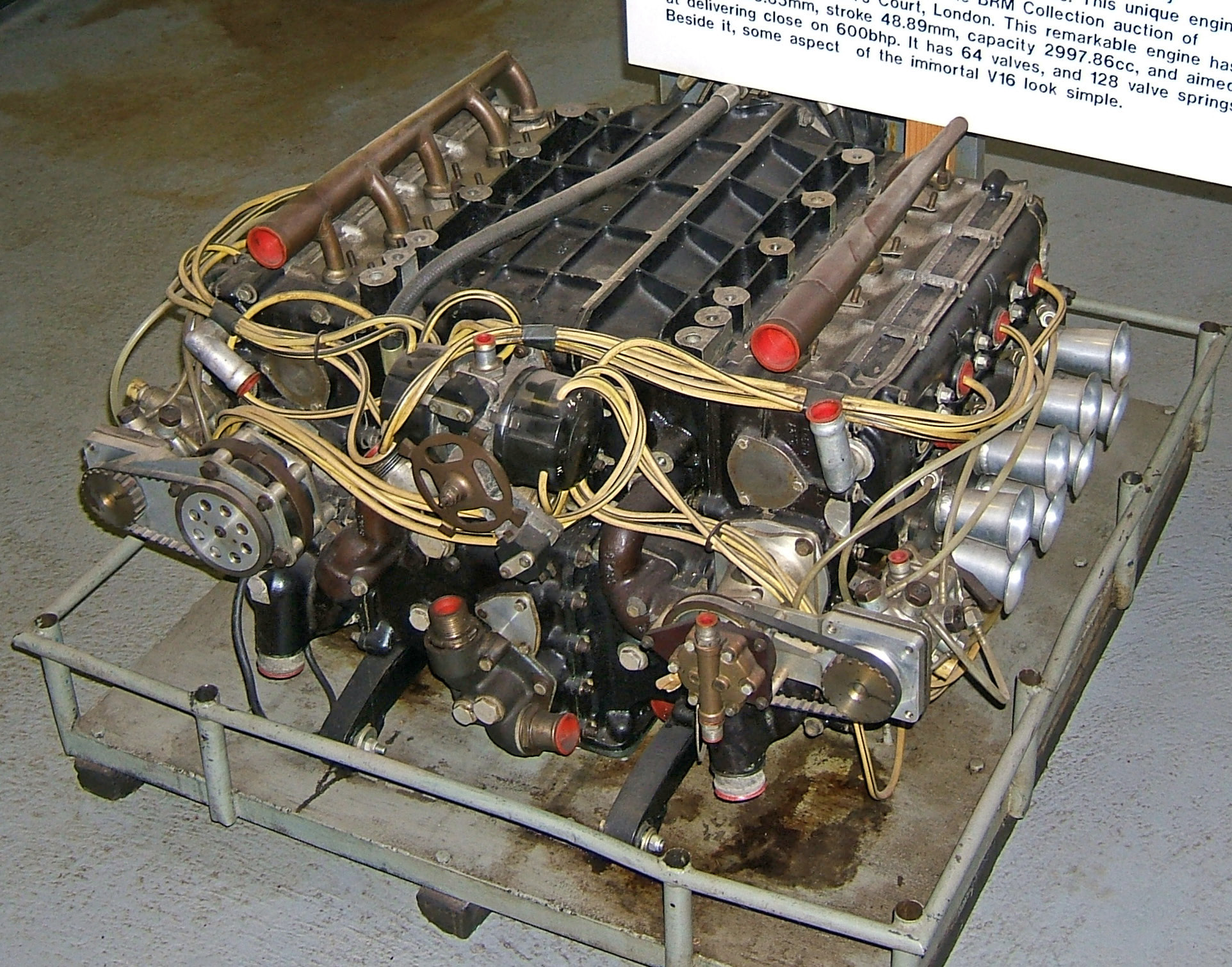
64-клапанный H16-двигатель BRM Формулы 1.

Два V-образных двигателя с углом развала цилиндров 180 градусов

Н-образный двигатель — двигатель, конфигурация блока цилиндров которого представляет букву «Н» в вертикальном или горизонтальном расположении.
H-образный двигатель можно рассматривать как два оппозитных двигателя, расположенных один сверху другого или один рядом с другим, у каждого из которых есть свои собственные коленчатые валы, которые затем соединяются с одного конца. H-образная конфигурация позволяет создать многоцилиндровые двигатели, которые короче, чем другие варианты, что предоставляет преимущества на воздушных судах. Для гоночных автомобилей данная схема представляет собой недостаток не только из-за высокого центра тяжести из-за расположения одного коленчатого вала над другими, но также и потому, что двигатель сам должен располагаться достаточно высоко от земли, чтобы обеспечить просвет под выхлопные трубы. В плане отношения мощности к весу данная схема также хуже, чем двигатель простой конфигурации, использующий один коленчатый вал.

## Авиационные двигатели
- Lycoming Engines
  - Lycoming H-2470 Н-24
- Fairey Aviation

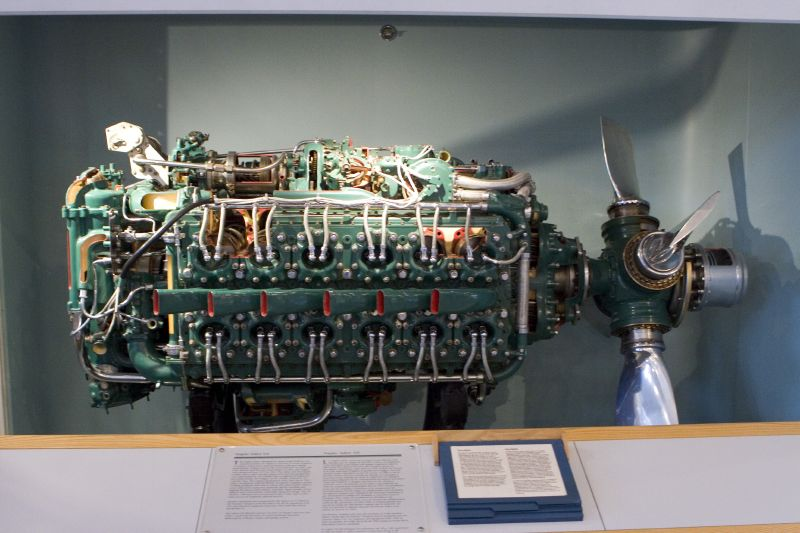
H-24 двигатель Napier Sabre. Можно видеть два 6-цилиндровых блока правой стороны.

  - Fairey Prince (1939) — H-16 — 1500 л.с.
  - Fairey Monarch (1939) — H-24 — 2240 л.с.
- Klöckner-Humboldt-Deutz DZ 710 — H-32, 102.9 литра
- Napier & Son(Великобритания)
  - Napier Rapier (1929) — H-16 с воздушным охлаждением вертикали, 8.83 л 340 л. с.
  - Napier Dagger (1934) — Н-24, с воздушным охлаждением вертикали, 16.85 литров 890 л. с., развитие Rapier
  - Napier Sabre (1938) — Н-24, с водяным охлаждением горизонтальной втулки клапанов, 36.7 литров 3500 л.с.
- Pratt & Whitney
  - XH-2240 — H-24, с жидкостным охлаждением,
  - XH-2600 — H-24, с жидкостным охлаждением,
  - XH-3130 — H-24, с жидкостным охлаждением,
  - XH-3730 — H-24, с жидкостным охлаждением,
- Rolls-Royce Eagle (1944) — Н-24, 46.2 литров, в 3200 л.с.

## Другие двигатели

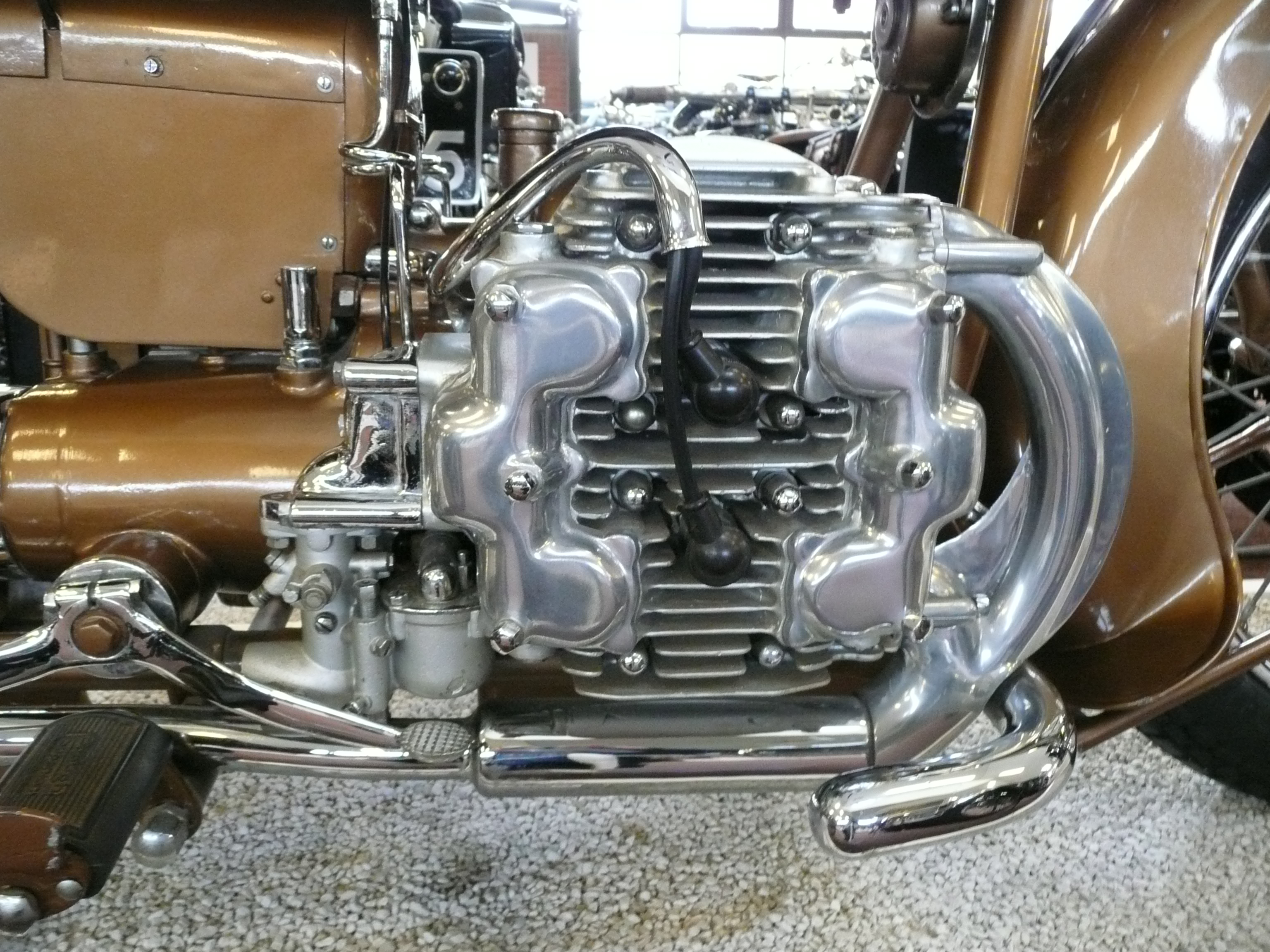
Brough Superior H-4 двигатель мотоцикла

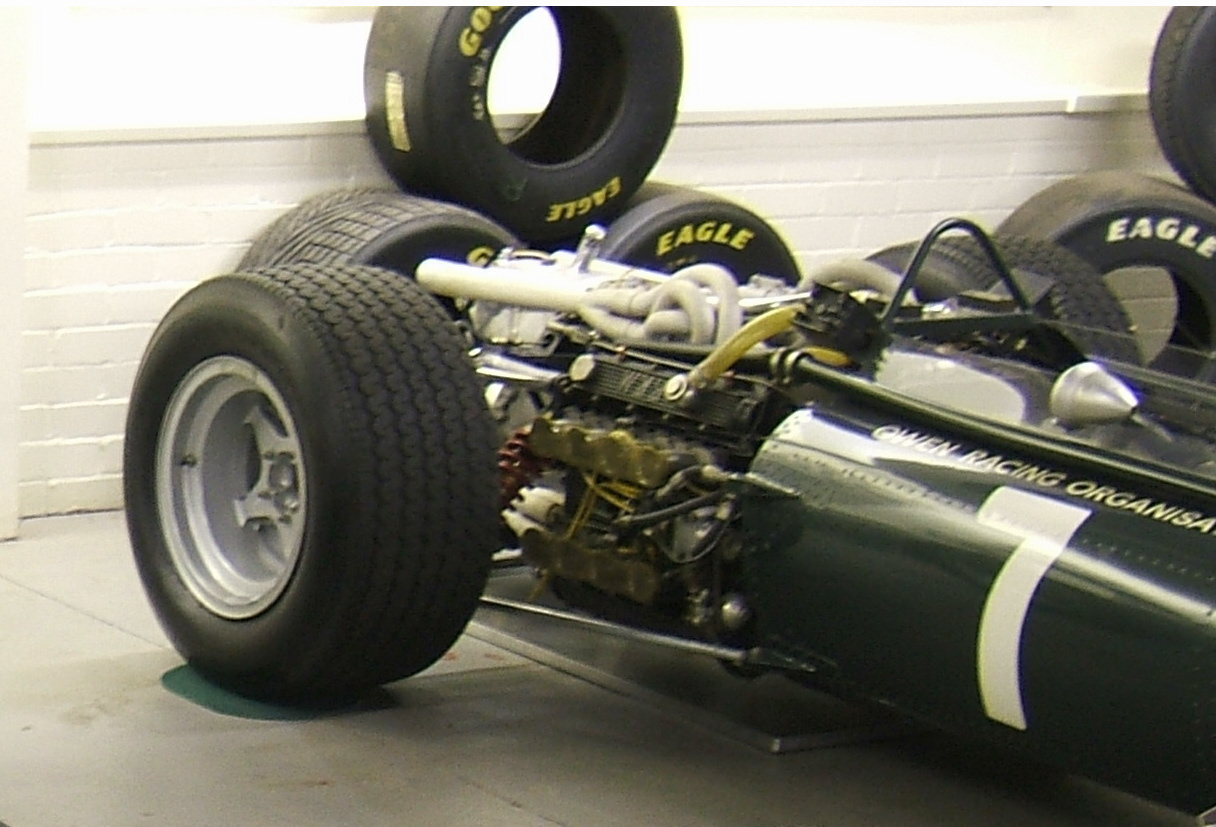
BRM H16 двигатель, установленный в задней части автомобиля Формула 1 BRM P83.

- Н-16 использовался в команде Формулы 1  British Racing Motors (BRM). Джим Кларк одержал победу на Лотус 43 в 1966 году. В качестве двигателя гоночных автомобилей его применение было затруднено из-за высокого центра тяжести, большой тяжести и сложности зубчатого привода двухконтурного газораспределительного механизма для каждой из четырёх головок цилиндров, передачи соединения коленчатых валов и механического впрыска топлива.

- Brough Superior Golden Dream мотоцикл, впервые показанный в 1938 году. 1000  см³  H-4. Было произведено несколько единиц в начале 1939 года. Производственные планы были прерваны c началом Второй Мировой Войны и последующими за ней несколькими годами жесткой экономии.

- Wooler motorcycles построил прототип мотоцикла с подобной конфигурацией и выставил её на British International Motor Show в Earls Court Exhibition Centre в 1948 году и снова в 1951 году. В 1953 был заменен на оппозитный 4-цилиндровый двигатель.
- В 1971 году двигатель подобной конструкции ставился на ВАЗ 21019,но в серию не пошел.
- H-16 Двигатель 2ДГ-8М "Объекта 279" - экспериментального танка высокой проходимости.

## Другие виды
Subaru производит горизонтальные оппозитные 4- и 6-цилиндровые двигатели с водяным охлаждением, которые продаются как H4 H6, и которые не следует путать с H-конфигурацией блока цилиндров двигателя. Схема двигателей Subaru описывается как I4 и I6.